# 't Hammetje
't Hammetje, ook wel Hammetjes Paradijs, officieel Ham Viswaterplas, is een perceel met een sprookjesachtig fort aan de Domstraat ten noorden van het gekanaliseerde riviertje de Laak nabij de wijk Vathorst in Amersfoort. Het bouwwerk is een folly en had eerder niet de functie van een fort. Het kent twee torens, Willem I en Willem II. Een deel van het 8 hectare grote terrein bestaat uit een ontzandingsplas die werd gegraven om de aanleg van de autosnelweg A28 mogelijk te maken.
Bedenker en naamgever Willem Ham bouwde het sinds 1988 als vesting tegen het oprukkende Amersfoort. Het perceel beplantte hij met bomen en struiken. Als materiaal voor het fort gebruikte hij veldkeien, puin en rioolbuizen. Dit combineerde hij met andere materialen als kerkramen, landbouwwerktuigen en beeldjes. Daarnaast legde hij met puin eilanden aan waarvan hij twee noemde naar de Waddeneilanden Texel en Rottum. Een ander eiland, genaamd Man, heeft de vorm van een wijdbeens gelegen naakte Eva. Deze gedaante veranderde in de loop van de jaren door begroeiing.
In 1992 werd er een reportage over zijn project gemaakt in het televisieprogramma Paradijsvogels. Tijdens de vogelpest van 2003 en 2006 moest het aanwezige pluimvee preventief worden geruimd, waaronder honderden kippen, hoenders, pauwen, eenden en ganzen. Ook hield Ham er enkele andere dieren, zoals schapen en pony's.
Voor 1998 lag dit landgoed in het buitengebied van de gemeente Nijkerk. Door een grenswijziging is een deel van het gebied Laak-Noord per 1 januari 1998 bij de gemeente Amersfoort gevoegd.
Ham verkocht zijn landgoed in juli 2005 aan de gemeente Amersfoort en het Ontwikkelingsbedrijf Vathorst, om een verbinding (Verbindingsweg) tussen Vathorst en op- en afrit 8a van de A28 mogelijk te maken. Hij overleed in 2006 na een kort ziekbed. Het perceel is niet direct toegankelijk voor publiek. Wel vonden sindsdien theaterproducties met publiek plaats op die locatie.